# Eszter Dara
Eszter Dara (* 30. Mai 1990 in Budapest) ist eine ehemalige ungarische Schwimmerin. Bei Europameisterschaften gewann sie auf der 50-Meter-Bahn einmal Gold, auf der 25-Meter-Bahn erkämpfte sie einmal Bronze.

## Sportliche Karriere
Die 1,87 Meter große Eszter Dara schwamm für Kőbánya SC aus Budapest. Sie gewann sechs ungarische Meistertitel im Schmetterlingsschwimmen und zwei im Rückenschwimmen.
Bei den Junioreneuropameisterschaften 2006 in Palma de Mallorca gewann Dara sowohl über 200 Meter Lagen als auch über 400 Meter Lagen die Bronzemedaille. Mit der 4-mal-100-Meter-Lagenstaffel erschwamm sie Silber. Bei den Europameisterschaften 2006 in Budapest belegte sie mit der ungarischen 4-mal-100-Meter-Freistilstaffel den elften Platz im Vorlauf. Dara trat außerdem in den Vorläufen von sechs Einzelwettbewerben an.
Im März 2008 bei den Europameisterschaften in Eindhoven schied Dara über 200 Meter Lagen und über 100 Meter Schmetterling im Vorlauf aus. Im August bei den Olympischen Spielen in Peking erreichte sie das Halbfinale über 100 Meter Schmetterling und schwamm dort die 13. Zeit. Die 4-mal-200-Meter-Freistilstaffel mit Ágnes Mutina, Evelyn Verrasztó, Eszter Dara und Zsuzsanna Jakabos wurde im Endlauf Sechste und war damit die drittbeste europäische Staffel. Ende des Jahres bei den Kurzbahneuropameisterschaften 2008 in Rijeka gewann Dara die Bronzemedaille über 100 Meter Schmetterling hinter der Dänin Jeanette Ottesen und der Französin Diane Bui Duyet, wobei die Französin 0,05 Sekunden vor der Ungarin anschlug.
Bei den Weltmeisterschaften 2009 in Rom erreichte Dara nur mit den Freistilstaffeln das Finale. Die 4-mal-100-Meter-Freistilstaffel mit Eszter Dara, Evelyn Verrasztó, Ágnes Mutina und Katinka Hosszú belegte den achten Platz. Die 4-mal-200-Meter-Freistilstaffel mit Mutina, Verrasztó, Dara und Hosszú wurde Sechste mit zweieinhalb Sekunden Rückstand auf die drittplatzierten Britinnen. Ende 2009 bei den Kurzbahneuropameisterschaften 2009 in Istanbul wurde Dara Siebte über 100 Meter Schmetterling.
2010 bei den Europameisterschaften in Budapest belegte die ungarische 4-mal-100-Meter-Freistilstaffel mit Evelyn Verrasztó, Ágnes Mutina, Eszter Dara und Katinka Hosszú den vierten Platz mit 0,17 Sekunden Rückstand auf die drittplatzierten Schwedinnen. Mutina, Dara, Hosszú und Verrasztó traten auch in der 4-mal-200-Meter-Freistilstaffel an und gewannen die Goldmedaille mit 0,20 Sekunden Vorsprung vor den Französinnen. Bei ihren sechs Einzelstarts erreichte Dara nur über 100 Meter Schmetterling das Finale und belegte den sechsten Platz. Im November 2010 bei den Kurzbahneuropameisterschaften in Eindhoven erreichte Dara den siebten Platz über 100 Meter Schmetterling. Im Dezember bei den Kurzbahnweltmeisterschaften 2010 in Dubai belegte die ungarische 4-mal-200-Meter-Freistilstaffel den siebten Platz.
2011 bei den Weltmeisterschaften in Shanghai schied Dara über 50 Meter Schmetterling und über 100 Meter Schmetterling im Vorlauf aus.
2012 fanden die Europameisterschaften in Debrecen statt und damit zum dritten Mal binnen sechs Jahren in Ungarn. Dara verfehlte als Neunte des Halbfinales über 100 Meter Freistil das Finale um 0,06 Sekunden. Bei den Olympischen Spielen in London schied die 4-mal-100-Meter-Freistilstaffel in der Besetzung Ágnes Mutina, Evelyn Verrasztó, Éva Risztov und Eszter Dara mit der 15. Vorlaufzeit aus. Über 100 Meter Freistil schwamm Dara in den Vorläufen die 23. Zeit unter 48 Teilnehmerinnen. Dara war auch Schlussschwimmerin der 4-mal-100-Meter-Lagenstaffel, die im Vorlauf disqualifiziert wurde. Ende des Jahres bei den Kurzbahnweltmeisterschaften in Istanbul belegte die 4-mal-200-Meter-Freisitlstaffel mit Evelyn Verrasztó, Eszter Dara, Zsuzsanna Jakabos und Katinka Hosszú den vierten Platz mit anderthalb Sekunden Rückstand auf die Medaillenränge.
2013 wurde Dara mit der 4-mal-50-Meter-Freistilstaffel Achte bei den Kurzbahneuropameisterschaften in Herning. Nach einigen Jahren Pause nahm Eszter Dara 2017 noch einmal an den ungarischen Meisterschaften teil, konnte sich aber nicht mehr für die Nationalmannschaft empfehlen.